# Valeria (chanteuse)
Pour les articles homonymes, voir Valeria.
Valeria (Alla) Iouriévna Perfilova, née le 17 avril 1968 à Atkarsk, dans l'oblast de Saratov, est une chanteuse russe (contralto). Elle est faite « Artiste émérite de la Russie » le 25 octobre 2005 et  « artiste du peuple de la fédération de Russie » le 9 avril 2013.

## Biographie

### Enfance et adolescence
Valeria naît le 17 avril 1968 à Atkarsk, dans l'oblast de Saratov. Son père, Iouri Ivanovitch Perfilov (1945 - 22 novembre 2009, décès après la pose d'un stent au cœur), est travailleur émérite de la culture et dirige l'école de musique d'Atkarsk. Sa mère, Galina Nikolaïevna Perfilova (née Nikitina, le 27 avril 1938), enseignante dans la même école, est également travailleur émérite de la culture. Sa grand-mère, Valentina Dmitrievna Nikitina (née le 6 novembre 1913), a 99 ans lorsqu'elle décède en 2012.
Valeria est diplômée de l'école de musique d'Atkarsk. Elle s'installe à Moscou en 1985 pour suivre les cours de chant de l'Académie russe de musique Gnessine dont elle sort diplômée en 1990. Les deux artistes du peuple de l'URSS, Yossif Kobzon et Helena Velikanova, la prennent alors sous leur aile.

## Carrière
En 1992 Valeria enregistre son premier album en langue anglaise « The Taiga Symphony » sur des musiques de Vitali Bondartchouk et des textes de Richard Niles. En parallèle avec cette commande de la maison de disque « Olympia Disque » elle enregistre un album en russe intitulé « Reste avec moi ».
Au début de sa carrière Valeria prend part à plusieurs concours pour jeunes chanteurs. En 1992 elle est lauréate du concours télévisé « Étoile matinale », puis du concours international « La lyre de Bratislava » et reçoit le prix du public au concours « Concours des jeunes chanteurs pop de Jurmala ».
À la fin 1993, l'Union des journalistes de Russie attribue à Valeria le titre de « Personnalité de l'année ». Elle travaille la même année avec le producteur et compositeur Aleksandr Choulguine - son deuxième époux - ainsi qu'avec les musiciens du groupe « SV » à un nouvel album. En décembre 1995 sort un nouveau single « Mon Moscou ». Plusieurs titres de son album « Anna » publié en 1995 sont en tête des hits-parade des principales stations de radio russes. En 1997 elle termine l'album « Famille, 1ère partie ».
De 1996 à 1998 Valeria enseigne à l'Académie russe de musique Gnessine. Après cette période sortent les albums Best Of, Les yeux bleu ciel, les maxi-singles « Tempête de neige » et « Riga-Moscou ». Elle publie aussi le Premier album INTERNET.
En 2002 Valeria prend ses distances avec le milieu du show-biz en raison de conflits avec son époux et producteur Aleksandr Choulguine. Une décision de la cour de justice résilie le contrat qui les lie, en avril 2003.
Le 7 avril elle signe avec « NOX musique », maison de disque du producteur Iossif Prigogine. Elle se retrouve sélectionnée à la cérémonie de remise des Prix Nationaux du concours « Muz-TV 2003 » le 5 juin 2003, au complexe sportif « Olympique », dans la catégorie musique pop.
Valeria, de retour sur scène, sort le 8 octobre 2003 son nouvel album « Le pays de l'amour » qui bat les records de ventes de ses précédents albums.
En 2004 elle devient récipiendaire des prix des deux chaines musicales « Muz-TV » et « MTV Russia » et remporte sur cette dernière les « MTV Russia Music Awards » dans la catégorie « Meilleure artiste féminine ». Plus tard, elle reçoit à quatre reprises les « Gramophones d'Or » et le « MTV RMA » de « La meilleure chanson ».
Le 25 octobre 2005, Valeria est faite « artiste émérite de la fédération de Russie » par décret du président Vladimir Poutine.
Elle figure au 9e rang des personnalités russes les mieux payées dans le monde du cinéma, du sport, de la littérature et de la musique, selon le classement du magazine Forbes des 50 plus grosses fortunes (classement d'août 2005).
Valeria est l'icône de nombreuses campagnes publicitaires de grandes marques internationales. Elle possède sa propre ligne de parfums et de bijoux, les « De Leri ».
Elle publie en 2006 une autobiographie intitulée « Et la vie, et les larmes, et l'amour » dont le tirage se monte à 200 000 exemplaires.
En avril sort l'album « Ma tendresse », en septembre Valeria effectue la tournée promotionnelle de son nouvel album pour laquelle elle donne plusieurs concerts en Russie et à l'étranger. En novembre elle se produit à guichet fermé à l'Olympique.

## International
En décembre 2007 la carrière de Valeria prend un nouveau tournant puisqu'elle annonce la fin de sa tournée en Russie et la transition vers le marché de l'ouest. C'est ainsi que parait dès mars 2008 « Out of control ». L'album est réalisé avec la collaboration de Ray St. John (auteur de Smooth Operator de Sade), David Richards (producteur de quelques albums du  groupe Queen: A Kind of Magic, The Miracle...), Chantal Kreviazuk (auteur de nombreux tubes pour Avril Lavigne, Gwen Stefani, Kelly Clarkson), Franceska Aeschlimann, George De Angelis, Sergueï Galoïan qui a écrit les hits du groupe t.A.T.u.. Simon Gogerly assure le mixage de l'album (il remporte un Grammy en 2006 pour son travail sur l'album de U2, How to Dismantle an Atomic Bomb). Elle reprend Stayin' Alive des Bee Gees, interprétée en duo avec son auteur Robin Gibb.
À l'automne 2008 sort le clip de « La douleur! (Le bonheur en miettes) », titre intitulé « Wild! » dans sa version anglaise, dont le tournage a lieu à l'hiver 2007, réalisation de Alan Badoïev.
Elle est nommée « Ambassadrice de bonne volonté » auprès de l'OIM, agence de l'ONU. La cérémonie a lieu le 12 août 2008 à Genève, le siège de l'ONU.
Elle fait la Une du magazine américain Billboard en octobre 2008.
Invitée par Robin Gibb, elle participe le 9 janvier 2009 au concert de charité donné à Londres au Battersea Evolution, en compagnie de Melanie C, Level 42, Atomic Kitten, Bill Wyman...
Le 18 janvier elle fait l'ouverture du MIDEM de Cannes en interprétant six morceaux de son album anglophone « Out of control », intervention qu'elle clôt par une interprétation d'un classique de la chanson française: Padam... Padam... d'Édith Piaf, saluée par les professionnels présents.
En mars-avril elle participe à la tournée du légendaire groupe Simply Red au Royaume-Uni. Ils donnent un concert commun le 30 avril au Palais d'État du Kremlin, à Moscou. L'album « Out of control » sort le 4 mai 2009 en Grande-Bretagne, elle le présente le 5 mai à l'Ambassade Russe du Royaume-Uni.
En avril-mai le single Wild! est en tête des hits-parade de musique club, selon l'édition américaine du Billboard.
Valeria est membre du jury du concours Le secret de la réussite (version russe de X Factor) sur la chaine Rossia. Elle est également régulièrement invitée pour participer à celui du Concours international des jeunes chanteurs de musique populaire new wave de Jurmala.

## Engagements
Le 6 février 2012, Valeria est officiellement enregistrée comme fondée de pouvoir du candidat à l'élection présidentielle de la fédération de Russie, le premier ministre Vladimir Poutine.
À l'été 2012, elle se déclare favorable aux peines infligées aux membres du groupe Pussy Riot à l'occasion de leur action profane menée en la Cathédrale du Christ-Sauveur de Moscou:

« ...il faut punir ces actes de façon significative, et non pas seulement infliger des amendes qui ne représentent de toute manière que quelques kopecks pour leurs soutiens. De façon à dissuader quiconque de répéter ce type d'actions. »

Qualifiées de « hooligans de la rue », Valeria s'est dite dégoûtée de leurs actes et a en outre une attitude négative face au soutien des célébrités du monde aux Pussy Riot. Une polémique éclate entre Valeria et l'actrice Ksenia Sobtchak, cette dernière affirmant que Valeria n'est pas consciente de la réalité de la vie des russes. Valeria réaffirme alors son soutien au gouvernement en place:

« J'ai des convictions civiques affirmées et je suis persuadée qu'il n'y a pas en Russie d'homme plus à même de s'acquitter de la tâche présidentielle que Vladimir Poutine. Et ceux qui affirment qu'on m'a achetée ou que je suis sous influence mentent. »

Alors qu'elle effectue en 2008 la promotion de son album en langue anglaise Out of Control, elle apparait dans une vidéo avec le slogan « J'aime Pink News », organe de presse du mouvement britannique LGBT. Dans l'interview accordée au magazine elle affirme toutefois ne pas vouloir être une « icône gay » et totalement ignorer les problèmes des homosexuels en Russie, en particulier les interdictions de Gay Pride à Moscou.
En décembre 2012 elle signe avec quelques autres personnalités du show-biz, et du monde du sport, une lettre à l'adresse du premier ministre et du président de la fédération de Russie pour mettre un terme au mandat du député de l'Assemblée législative de Saint-Pétersbourg, Vitali Milonov, à la suite des différentes prises de position de ce dernier contre les représentations de Madonna ou Lady Gaga en Russie.

## Vie privée
- Valeria a pour premier époux le pianiste de jazz et saxophoniste Léonid Vladimirovitch Iarochevski (1er juin 1960). Diplômé du Collège de musique de Saratov comme Chef de chœur, il suit ensuite les cours du conservatoire. Il vit maintenant en Allemagne, dans la banlieue de Bonn, où il effectue régulièrement depuis 1993 des tournées avec les chœurs de l'ensemble « Bolschoi Don Kosaken ». Il dirigeait auparavant le groupe de jazz-rock Réflexion où débute Valeria, portant encore le nom d'Alla Perfilova.
- Son deuxième époux est le producteur Aleksandr Valeriévitch Choulguine, avec lequel elle a trois enfants: une fille, Anna Choulguina, née en 1993, et deux fils, Artémy et Arsène Choulguine, respectivement nés en 1994 et 1998. Valeria et Aleksandr divorcent à la mi-février 2002.
- Elle est actuellement mariée avec le producteur Iossif Igoriévitch Prigogine.

## Prix et récompenses
- 1992 — Lauréate du concours télévisé « Étoile matinale ».
- 1992 — Lauréate du concours international « La lyre de Bratislava ».
- 1992 — Prix du public au concours « Concours des jeunes chanteurs pop de Jurmala ».
- 1993 — Titre de « Personnalité de l'année » attribué par l'Union des journalistes de Russie.
- 1994 — Lauréate du festival télévisé « Chanson de l'Année » avec le titre Une affaire ordinaire (en russe : Обычные дела).
- 1995 — Lauréate du festival télévisé « Chanson de l'Année » avec le titre L'avion (en russe : Самолёт).
- 2000 — Gagnante du prix « 100% Hit » de la station radio Hit FM, avec le titre Tempête de neige (en russe : Метелица).
- 2000 — Gagnante du concours « Gramophone d'Or » avec le titre Riga — Moscou (en russe : Рига — Москва).
- 2000 — Lauréate du festival télévisé « Chanson de l'Année » pour les trois chansons Ne me blesse pas (en russe : Не обижай меня), Riga — Moscou et  Tempête de neige.
- 2001 — Prix « Enregistrement 2001 » de l'Industrie de la musique russe pour le titre Riga — Moscou dans la catégorie « Hit radio de l'année », puis deuxième prix dans la catégorie « Chanson de l'année favorite des radios ».
- 2001 — Donne deux récitals à guichets fermés au « Rossia », salle de concert centrale d'Etat, où elle interprète « Les yeux bleu ciel » (en russe : Глаза цвета неба)
- 2001 — Lauréate du festival télévisé « Chanson de l'Année » avec le titre Je fonds (en russe : Таю), prix associé à la chanteuse Klavdia Chouljenko.
- 2003 — Après deux années de silence, Valeria fait un retour sur scène triomphal lors des cérémonies des « Muz-TV 2003 ».
- 2003 — Attribution des titres de « Chanteuse nationale la plus populaire » et « Plus belle chanteuse nationale » par les lecteurs du magazine « 7 jours ».
- 2003 — Décorée de l'Ordre « Pour la Renaissance de la Russie. XXIe siècle ».
- 2003 — Gagnante du concours « Gramophone d'Or » avec le titre Les petites montres (en russe : Часики), chanson la plus populaire de l'année 2003.
- 2003 — Lauréate du concours « Les hommes d'affaires 2003 ».
- 2003 — Lauréate du festival télévisé « Chanson de l'Année » pour les chansons Les petites montres, C'était l'amour (en russe : Была любовь).
- 2004 — Remporte en juin le 2e prix du concours « Muz-TV 2004 » dans la catégorie « Meilleure performance ».
- 2004 — Remporte en octobre les « MTV Russia Awards » dans la catégorie « Meilleure performance ».
- 2004 — Les petites montres remportent en novembre le prix « Enregistrement 2004 » de l'Industrie de la musique russe, dans la catégorie « Hit radio de l'année ».
- 2004 — Gagnante du concours « Gramophone d'Or » en décembre, avec le titre Noir et blanc (en russe : Чёрно-белый цвет).
- 2004 — D'octobre à décembre 2006 Valeria présente le principal festival de musique du pays « Nouvelles chansons essentielles » dont elle est aussi lauréate.
- 2005 — Remporte en automne les « MTV Russia Awards » dans la catégorie « Meilleure chanson » pour le titre Tu es triste (en russe : Ты грустишь) composée avec le chanteur Stas Piekha.
- 2005 — Gagnante du concours « Gramophone d'Or » en décembre, avec la chanson Tu es triste (en russe : Ты грустишь).
- 2005 — Le 25 décembre, Valeria est faite artiste émérite de la fédération de Russie par décret du président de la fédération de Russie.
- 2006 — Gagnante du concours « Gramophone d'Or », avec le titre Ma tendresse (en russe : Нежность моя).
- 2006 — L'album Ma tendresse est album de l'année.
- 2006 — Valeria donne un concert monstre au stade Loujniki, devant 16 000 fans, interprétant les chansons de son dernier album Ma tendresse. Elle fera de nombreux rappels.
- 2007 — Prix « Enregistrement 2007 » de l'Industrie de la musique russe pour le titre Ma tendresse dans la catégorie « Hit radio de l'année ».
- 2007 — Gagnante du concours « Gramophone d'Or » pour la chanson Toi et moi (en russe : Мы вместе).
- 2007 — Lauréate du festival télévisé « Chanson de l'Année » pour le titre Toi et moi.
- 2007 — Lauréate du prix national « Olympia », reconnaissance publique des réalisations féminines, décerné par l'Académie russe des affaires et de l'entrepreuneriat.
- 2008 — Le 12 août, Valeria est faite « Ambassadrice de bonne volonté » auprès de l'OIM, agence de l'ONU. La cérémonie a lieu à Genève, siège de l'ONU.
- 2008 — Gagnante du concours « Gramophone d'Or » pour la chanson L'homme de la pluie (en russe : Человек дождя).
- 2008 — Gagnante du prix national « Ovation » dans la catégorie « Meilleur chanteur ».
- 2008 — Lauréate du festival télévisé « Chanson de l'Année » pour le titre L'homme de la pluie.
- 2008 — Remporte les « ZD Awards 2008 », dans les deux catégories  « Meilleure chanteuse » et « Meilleure vidéo ».
- 2009 — Gagnante du concours « Gramophone d'Or » pour la chanson Nul autre que toi (en russe : Никто как ты).
- 2009 — Reçoit le prix de la « Meilleure interprète » au festival télévisé « Chanson de l'Année », prix associé à la chanteuse Klavdia Chouljenko.
- 2010 — Le 15 avril, Valeria remporte les « ZD Awards 2010 » dans la catégorie « Chanteuse de l'année ».
- 2010 — Remporte le 11 juin le prix du concours « Muz-TV 2010 » dans la catégorie « Meilleure performance ».
- 2011 — Participe au projet télévisé « le Fantôme de l'Opéra », sur la Première chaine
- 2011 — À Moscou, remporte le 26 novembre le concours « Gramophone d'Or » pour la chanson l'Oiseau diviseur (en russe : Птица-разлука).
- 2011 — À Saint-Pétersbourg, remporte le 27 novembre le concours « Gramophone d'Or » pour la chanson l'Oiseau diviseur (en russe : Птица-разлука).
- 2011 — Le Palais d'Etat du Kremlin accueille le 2 décembre le concert « Romances russes et Titres en Or du XXe siècle » à l'occasion du jubilée de la chanteuse, accompagnée par l'Orchestre national de Russie sous la direction de Mikhaïl Pletnev.
- 2011 — Lauréate du festival télévisé « Chanson de l'Année » pour le titre Garder l'Amour (en russe : Сохранив любовь), en duo avec Nikolaï Baskov.
- 2013 — Valeria est faite artiste du peuple de la fédération de Russie le 9 avril, par décret du président Vladimir Poutine.